# Malibu touch
Malibu touch is een muziekalbum van Patricia Paay uit 1978. Net als andere platen van Paay sinds 1976 gaat het hier om discomuziek. Daarnaast zijn er ballads op het album te vinden. Ze schreef de liedjes samen met John Volita, een pseudoniem voor John van Katwijk. Het album werd gearrangeerd en geproduceerd door Gerard Stellaard die in die jaren ook veel platen produceerde voor Rob de Nijs. Het openingsnummer Malibu bereikte nummer 14 in de Nederlandse Top 40 en nummer 26 in de Vlaamse Ultratop 50. Summertime feeling zong ze met haar zus Yvonne.

## Nummers
| Nr. | naam                                  | duur |
| --- | ------------------------------------- | ---- |
| A1  | Malibu                                | 3:47 |
| A2  | Take me back to Denver                | 3:23 |
| A3  | Baby goodbye                          | 3:17 |
| A4  | Summertime feeling, met Yvonne Keeley | 3:57 |
| A5  | Moonraker                             | 3:33 |
| A6  | Lucky lady                            | 3:19 |
| B1  | What have you done to my heart        | 3:10 |
| B2  | Is it wrong                           | 3:17 |
| B3  | Tango '58                             | 2:56 |
| B4  | The best friend I know                | 4:09 |
| B5  | A circus-clown                        | 3:51 |
| B6  | The touch                             | 4:08 |